# Miriam Giovanelli
 (mars 2016).
Si vous disposez d'ouvrages ou d'articles de référence ou si vous connaissez des sites web de qualité traitant du thème abordé ici, merci de compléter l'article en donnant les références utiles à sa vérifiabilité et en les liant à la section « Notes et références ».
Miriam Giovanelli est une actrice d'origine italienne née le 28 avril 1989 à Rome en Italie. Elle est de nationalité espagnole.
Elle est notamment connue pour son rôle d'Alina dans le film Canciones de amor en Lolita's Club, de Lucia dans la série Physique ou Chimie et de Patricia Márquez dans Velvet. Elle fait une courte apparition dans la suite de la série : Velvet Colección.

## Biographie
Miriam Giovanelli est née d'une mère espagnole et d'un père italien. À l'âge de 10 ans, elle déménage avec sa mère en Espagne, qui réside actuellement à Madrid.
Elle est surtout connue pour le rôle de Patricia Marquez dans la série Velvet.
Elle retrouvera Cecilia Freire avec qui elle avait déjà tourné dans Physique ou Chimie lors du tournage de la série Velvet

## Filmographie

### Cinéma

#### Longs métrages
- 2007 : Miguel y William de Inés París : Consuelo
- 2007 : Canciones de amor en Lolita's Club de Vicente Aranda : Alina
- 2008 : Rivales (it) de Fernando Colomo : Carla
- 2009 : Mentiras y gordas d'Alfonso lbacete et David Menkes : Pax
- 2010 : Todas las canciones hablan de mí de Jonás Trueba : Raquel
- 2011 : À la dérive (Gli sfiorati) de Matteo Rovere : Belinda
- 2012 : I 2 soliti idioti (it) de Enrico Lando : Perla Madonna/Sheron
- 2012 : Dracula de Dario Argento : Tanja
- 2013 : Violet de Luiso Berdejo : Violet
- 2017 : La ragazza dei miei sogni de Saverio Di Biagio : ?
- 2017 : El año de la plaga de C. Martín Ferrera : Lola

#### Courts métrages
- 2001 : ...ya no puede caminar : Irene
- 2007 : Limoncello : Tiziana
- 2010 : Hazte amigo de las gordas : Erasmus
- 2016 : San Valentin : Sol

### Télévision

#### Séries télévisées
- 2002 : Ana y los 7 : ? (1 épisode)
- 2003 : La Famille Serrano : ? (1 épisode)
- 2006 : El comisario : Leire (1 épisode)
- 2008 : Le châtiment (Mini-série) : Simona (2 épisodes)
- 2009 : Sin tetas no hay paraíso : Sandra Barrio (13 épisodes)
- 2009 : Physique ou chimie : Lucía (4 épisodes)
- 2010 : Gavilanes : Lidia Reyes (2 épisodes)
- 2011 : Ange ou démon : Mathilde (1 épisode)
- 2013-2016 : Velvet : Patricia Márquez (55 épisodes)
- 2014 : Il tredicesimo apostolo: La rivelazione : Rebecca Rossini (12 épisodes)
- Depuis 2017 : Velvet Collection : Patricia Márquez (11 épisode)

## Distinctions
- Prix de la meilleure actrice au Festival de Cinéma de L'Alfàs del Pi pour son rôle de Tiziana dans Limoncello